# Xã Carlisle, Quận Pembina, Bắc Dakota
Xã Carlisle (tiếng Anh: Carlisle Township) là một xã thuộc quận Pembina, tiểu bang Bắc Dakota, Hoa Kỳ. Năm 2010, dân số của xã này là 100 người.